# ‘Elepaio
‘Elepaio [elepaio] je havajska riječ koja označava tri vrste ptica iz porodice Monarchidae koje pripadaju rodu Chasiempis. Te su ptice havajski endemi.
Obično su dugačke 14 cm i teže 12–18 g.
Jedna vrsta obitava na Velikom otoku Havaji, druga na Oahuu, a treća na Kauaiju.
Ove su ptice poznate po lijepom cvrkutanju. Njihovo havajsko ime dolazi iz njihove pjesme (e-le-PAI-o ili ele-PAI-o).

## Vrste
- ‘Elepaio Velikog otoka (Chasiempis sandwichensis)
- ‘Elepaio Oʻahua (Chasiempis ibidis)
- ‘Elepaio Kauaʻija (Chasiempis sclateri)

## Mitovi
Ove se ptice često pojavljuju u havajskoj mitologiji, gdje su opisane kao ljupke i dobre ptice.
Graditelji kanua (kālai waʻa) su često koristili ove ptice kako bi otkrili koje je stablo pogodno za izradu čamca.
‘Elepaio se smatrao inkarnacijom dviju havajskih božica. To su božice sestre Lea i Hinapukuʻai.
Havajci su uglavnom voljeli jesti ove ptice jer nisu bile dio kapua.